# Федерація парашутного спорту України
Федерація парашутного спорту України (ФПСУ) — всеукраїнська громадська організація, є добровільним громадським формуванням фізкультурно-спортивного спрямування, яке на добровільних засадах об'єднує спортсменів, тренерів, спортивних суддів, спеціалістів та аматорів усіх установ, організацій та відомств, зацікавлених у розвитку парашутного спорту в Україні.
Основою структури ФПСУ є місцеві осередки Федерації, які створюються при авіаційних, спортивних, громадських, навчально-виховних закладах або клубах, на підприємствах усіх форм власності, військових частинах тощо. Місцеві осередки ФПСУ можуть мати статус юридичної особи в разі їх державної реєстрації в порядку, встановленому чинним законодавством.
Назва ФПСУ англійською мовою — Ukrainian Parachuting Federation (UPF).

## Керівництво
- Президент ФПСУ — Шаповалов Олег Володимирович
- Віцепрезидент ФПСУ — Лагуза Олег Михайлович
- Голова Виконавчого комітету ФПСУ — Тьорло Ігор Ананійович

## Історія діяльності організації
- 26 квітня 1992 року на установчій конференції засновників, що була скликана за ініціативи колишнього голови радянської організації «Федерації парашутного спорту Української РСР» Тьорло Ігоря Ананійовича, було затверджено статут організації Федерація парашутного спорту України та обрано її керівний склад.
- 16 червня 1992 року указом № 1188 Міністерства України у справах молоді і спорту було зареєстровано Статут ФПСУ та видано Свідоцтво про реєстрацію Статуту Федерації парашутного спорту України за № 74 від 16 червня 1992 року.
- 21 січня 1998 року Міністерством Юстиції України було зареєстровано новий Статут ФПСУ та видано свідоцтво № 969 про реєстрацію об'єднання громадян «Всеукраїнська громадська організація „Федерація парашутного спорту України“».
- 24 квітня 2015 року наказом № 1225 Міністерства України у справах сім'ї, молоді та спорту організації «Федерація парашутного спорту України» надано статус національної спортивної федерації з виду спорту «парашутний спорт».
- Очільники організації Федерація парашутного спорту України з початку заснування:
  - 26.04.1992 — 29.02.2004 — Тьорло Ігор Ананійович
  - 29.02.2004 — 24.02.2007 — Мартиновський Олег Геннадійович
  - 24.02.2007 — 31.12.2008 — Шаповалов Олег Володимирович
  - 21.02.2009 — 16.04.2013 — Карпеков Дмитро Владиславович
  - 16.04.2013 — 6.8.2021 — Шаповалов Олег Володимирович